# Strażnica WOP Kalników
Strażnica w Kalnikowie:
1. podstawowy pododdział graniczny Wojsk Ochrony Pogranicza.
2. graniczna jednostka organizacyjna polskiej straży granicznej realizująca zadania bezpośrednio w ochronie granicy państwowej.

## Formowanie i zmiany organizacyjne
Strażnica została sformowana w 1945 w strukturze 35 komendy odcinka jako 158 strażnica WOP (Kalniaków) o stanie 56 żołnierzy. Kierownictwo strażnicy stanowili: komendant strażnicy, zastępca komendanta do spraw polityczno-wychowawczych i zastępca do spraw zwiadu. Strażnica składała się z dwóch drużyn strzeleckich, drużyny fizylierów, drużyny łączności i gospodarczej. Etat przewidywał także instruktora do tresury psów służbowych oraz instruktora sanitarnego. W 1954 nosiła numer 157.
Od 15 marca 1954 wprowadzono nową numerację strażnic. Strażnica IV kategorii otrzymała numer 157
W dniu 6 listopada 1997 po zakończeniu inwestycji adaptacyjnych oddane zostały do użytku obiekty strażnicy w Kalnikowie. Nowa placówka rozpoczęła służbę w ochronie granicy
W wyniku realizacji kolejnego etapu zmian organizacyjnych w Straży Granicznej w 2002, strażnica uzyskała status strażnicy SG I kategorii.

## Działania bojowe
3 listopada 1951 patrol strażnicy Kalników w składzie: kpr. Tadeusz Kaszkowiak i szer. Antoni Seguła stoczył walkę ogniową z osobnikiem usiłującym nielegalnie przekroczyć granicę do ZSRR. Osobnik, aby nie zostać ujętym, popełnił samobójstwo. Oprócz broni znaleziono przy nim obcą walutę i szyfry.

## Dowódcy/komendanci
- por. Adam Bajda (1997-2000)[6]
- kpt. Artur Bik  (2000-2002)
- por. Wiesław Pochodaj (2002 - ?)